# البيضة والحجر (فلم)
البيضة والحجر هو فيلم مصري عرض عام 1990، بطولة أحمد زكي ومعالي زايد، تأليف محمود أبو زيد وإخراج علي عبد الخالق. وهو من أفلام عيد الفطر 1410 هـ.

## قصة الفيلم
يروي الفيلم قصة أستاذ فلسفة يضطر بسبب ظروفه المعيشية الصعبة للعيش في شقة فوق سطح بناية في حي شعبي، حيث يؤمن سكانه جميعًا بالسحر والشعوذة. ولحسن حظه أو سوءه، كان الساكن السابق قد اشتهر في الحي بكونه عرافًا يمارس السحر ويتنبأ بالمستقبل. يعيش أهل الحي البسطاء على اعتقاد أن مشاكلهم ناتجة عن السحر، وأن الحل الوحيد لها هو السحر أيضًا. يحاول الأستاذ المثقف إقناعهم بأنهم يعيشون في وهم كبير، وأن مشاكلهم سببها ظروف حياتية يمكن تفسيرها بالعقل والمنطق. لكنه يواجه صعوبة في إقناعهم، إذ يعتقدون أنه يرفض مساعدتهم (باعتباره خليفة للعراف) لأنهم فقراء ولن يستطيعوا دفع المال، أو لأنه يمارس هذه المهنة بطريقة مهنية بحتة.
يكتشف "المبروك"، (الأستاذ المثقف)، من خلال دراسته للفلسفة وعلم الاجتماع، واحتكاكه بهذه الطبقة الاجتماعية الهشة في المجتمع المصري، أنه من المستحيل إقناعهم بأن مشاكلهم ناتجة عن ظروف مادية تخضع للعقل والمنطق، لأنه يدرك أن الإطار الفكري الذي يعيشون فيه لا يسمح لهم برؤية الحقيقة إلا كما يتصورونها. فيقرر أن يتعامل معهم على طريقتهم في البداية بدافع الفضول والمغامرة، ثم من باب مساعدتهم عبر استخدام بعض أساليب علم النفس وعلم الاجتماع، دون أن يكون هدفه تحصيل المال. ولكن سرعان ما يفتح أمامه باب "مغارة علي بابا"، ويبدأ المال والشهرة يتدفقان عليه، مما يحقق له الثراء والقوة.

## طاقم التمثيل
- أحمد زكي: (مُستطاع الطعزي)
- معالي زايد: (قمر الغسالة)
- ممدوح وافي: (توالي تنيح)
- أحمد غانم: (صاحب البيت)
- محمود السباع: (سباخ التيبي الدجّال)
- نجوى فؤاد: (نظنظ هانم)
- أحمد توفيق: (جاسر صهوان)
- سهير شلبي: (مذيعة)
- صبري عبد المنعم: (سباطة البواب)
- عبد الله مشرف: (كآودة - منادي السيارات)
- فؤاد خليل: (طاروطة)
- نعيمة الصغير: (أم طاروطة)
- عبد الغني ناصر: (صالح فياض)
- أحمد أبو عبية: (ناظر المدرسة)
- هانم محمد: (أم القهوجي المربوط)
- أنجيل آرام
- كمال الزيني: (مدير الأمن)
- يوسف العسال: (سكرتير صالح فياض)
- أحمد فريد: (محقق الشؤون القانونية بالمدرسة)
- ألفت سكر: (زوجة صالح فياض)
- حنان شوقي.[4]

## فريق العمل
- تأليف: محمود أبو زيد
- إخراج: علي عبد الخالق
- مدير التصوير: سعيد شيمي
- إنتاج: تاميدو للإنتاج والتوزيع (مدحت الشريف)
- توزيع: تاميدو للإنتاج والتوزيع (مدحت الشريف)
- موسيقى تصويرية: حسن أبو السعود. [4]

## روابط خارجية
- مقالات تستعمل روابط فنية بلا صلة مع ويكي بيانات